# Chamadyache bahulya

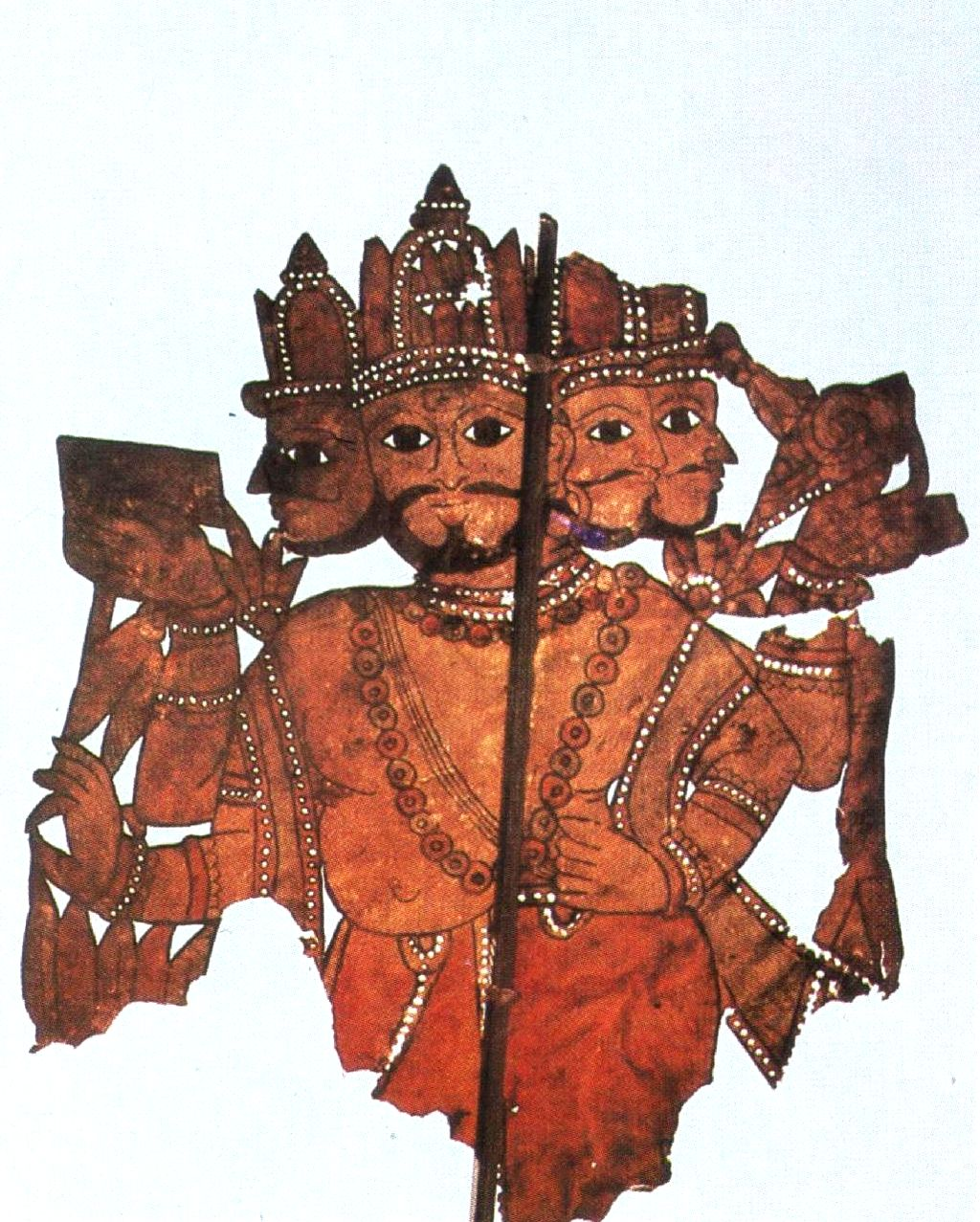
Vierköpfiger Brahma mit muslimischem Schifferbart und mit vier Armen. Palmblattmanuskript und vermutlich Donnerkeil (vajra) in den oberen Händen.

Chamadyache bahulya (Marathi „Haut-Puppe“) ist eine Form des Schattenspiels, die nur in einem kleinen Gebiet nördlich der Stadt Sawantwadi im westindischen Bundesstaat Maharashtra praktiziert wird. Mitglieder der im 17. Jahrhundert aus Rajasthan eingewanderten Kastengruppe Thakar führen in der näheren Umgebung ihres Heimatdorfes Pinguli mindestens zwölf Mal pro Jahr in einem Hindutempel ein Programm mit mittelgroßen, halbdurchsichtigen Figuren auf. Die Szenen basieren auf einer volkstümlichen Adaption des altindischen Epos Ramayana. Das Schattenspiel ist auf einzigartige Weise mit dem Tempeldienst, der Ahnenverehrung und der höfischen Tradition der Bhonsle-Dynastie verbunden, die von 1627 bis 1947 den Fürstenstaat Sawantwadi regierte. Neben dem Schattenspiel treten die Thakur noch mit einem Kalasutri bahuliya genannten Marionettentheater auf und zeigen Citrakathi, Farbbilder, zu denen sie Geschichten erzählen. Die Tradition ist kurz vor dem Verschwinden.

## Herkunft und Verbreitung

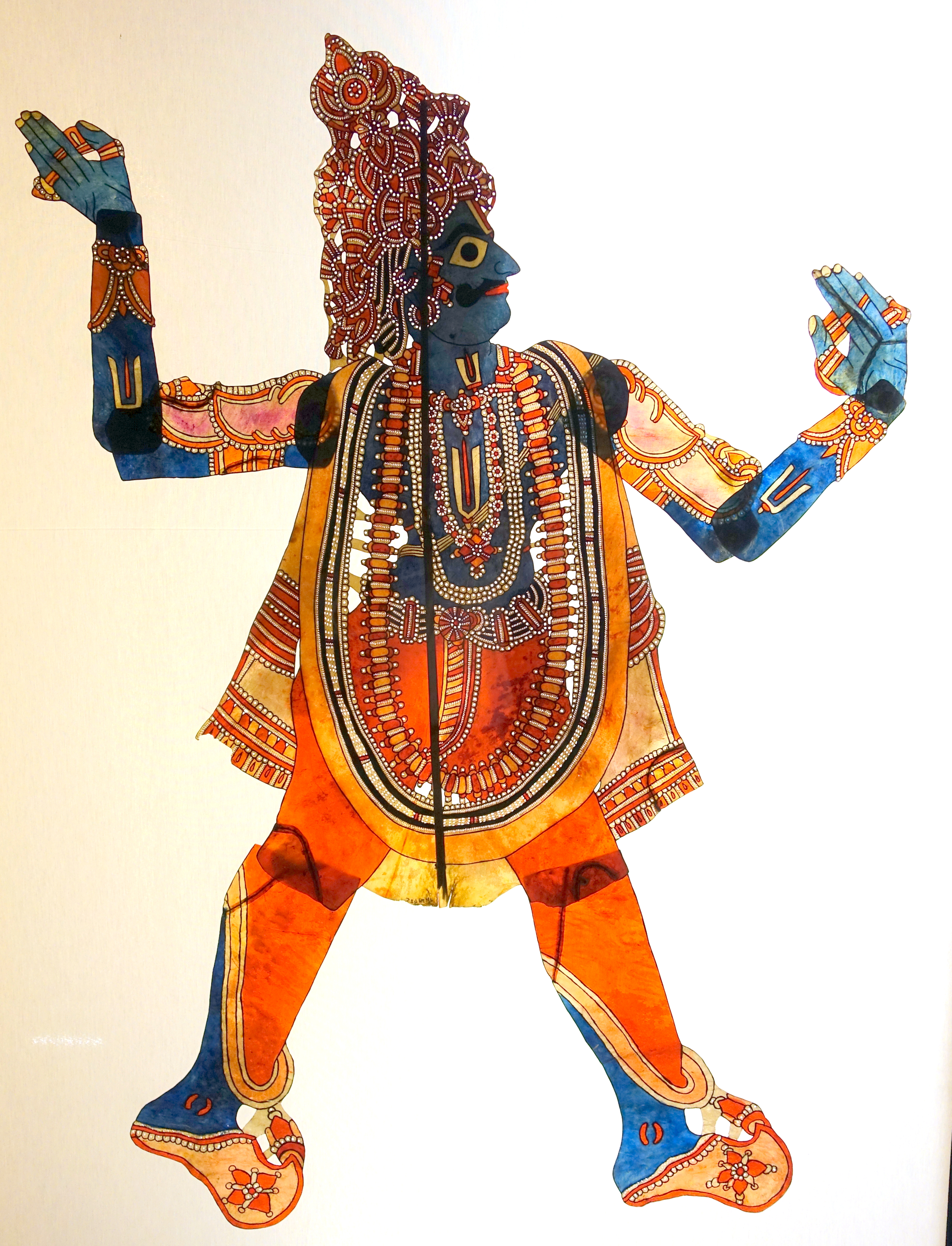
Rama mit blauem Gesicht. Figur des Tholu bammalata von Andhra Pradesh.

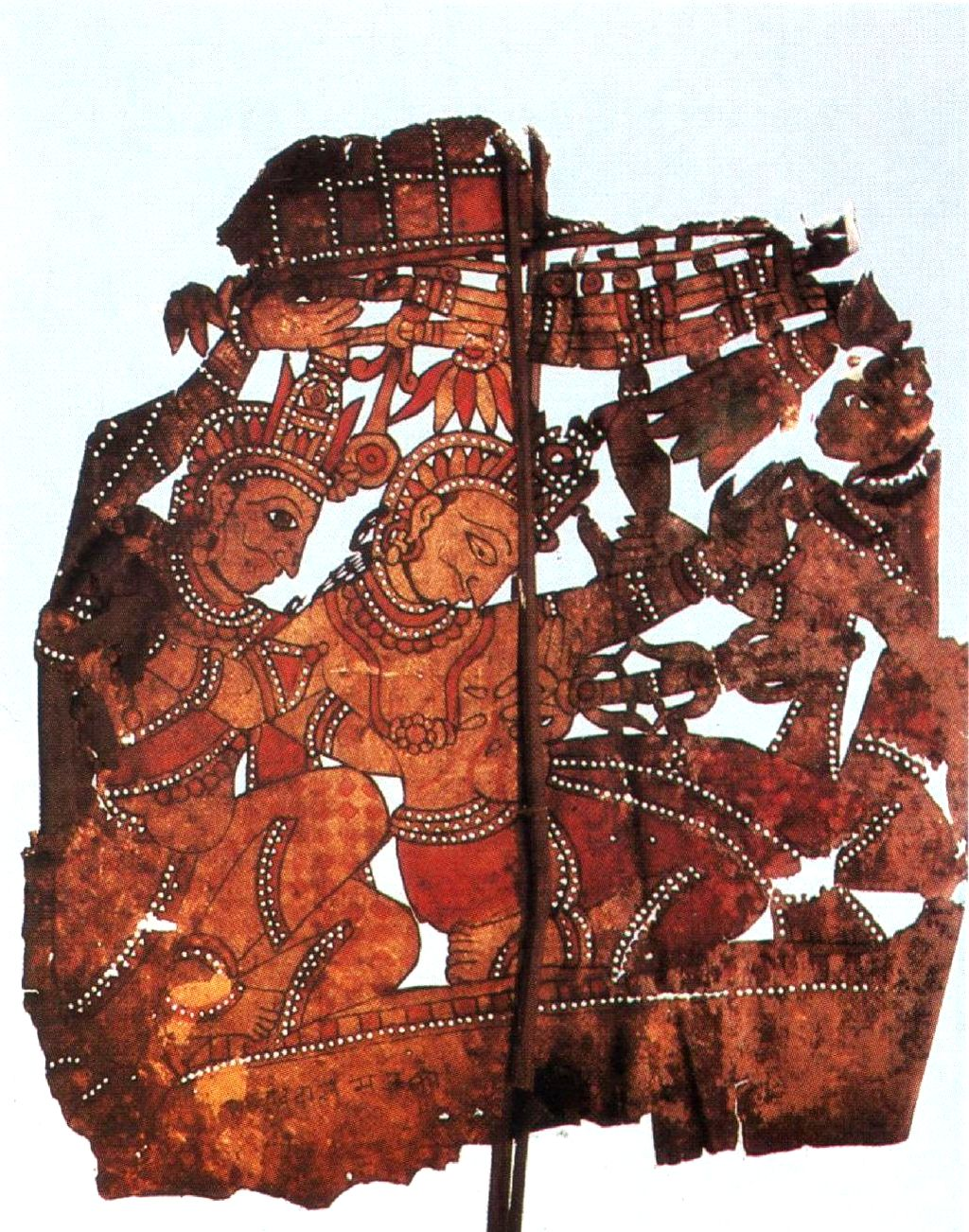
Rama und Maruti (Hanuman) umgeben den durch die Wunderwaffe Ravanas zu Boden gestürzten Lakshmana. Im Chamadyache bahulya ist Ramas Gesicht hautfarben.

Schattenspiele und Puppenspiele waren gemäß der Interpretation einiger Textstellen des altindischen Epos Mahabharata und anderer, auf Sanskrit verfasster religiöser Schriften vermutlich bereits seit der Zeitenwende bekannt. Chaya-nataka, „Schatten-Spiel“, ist die Textbezeichnung für mehrere mittelalterliche Sanskrit-Dramen, die jedoch von manchen Autoren nicht wörtlich, sondern als „Schatten“ oder „Umriss“ eines Dramas gedeutet wird, womit die Adaption eines älteren Schauspiels gemeint gewesen wäre. Ein als chayanataka bezeichnetes Stück ist Dutangada, verfasst von Subhata im 13. Jahrhundert, dessen Hauptszene eine magische Verwandlung darstellt, was als typisches Kennzeichen eines Schattenspiels gewertet wird. Das Dutangada enthält einen Ausschnitt der großen und vielfach variierten Erzählung Ramayana, derer älteste und bekannteste Fassung des Valmiki in die zweite Hälfte des 1. Jahrtausend v. Chr. datiert wird. Valmikis Ramayana besteht aus rund 24.000 vierzeiligen Versen (shlokas); noch länger ist das Mahanataka, die Ramayana-Fassung eines unbekannten Verfassers. Weil ihre Urheberschaft dem mythischen Affenkönig Hanuman zugeschrieben wird, heißt sie auch Hanumanataka. Die Textgrundlage vieler indischer Theaterstücke, auch der meisten Schattenspiele, bilden Episoden aus dem Ramayana. Auf der im 12. Jahrhundert verfassten tamilischen Version Kambaramayana basiert in Kerala das Schattenspiel Tholpavakuthu (dort Näheres zur allgemeinen Geschichte des indischen Schattenspiels).
Früher war das Schattenspiel auch in Nord- und Zentralindien verbreitet, heute beschränkt es sich auf Südindien, wo es in mehreren Regionen in unterschiedlichen Formen vorkommt. Die nördliche Verbreitungsgrenze bildet eine ungefähre Linie vom Chamadyache bahulya im Süden von Maharashtra quer über den Subkontinent bis nach Kolkata im Osten. Die Unterscheidung der einzelnen Schattenspielformen erfolgt nach der Gestaltung der Figuren in zwei Hauptgruppen: In der einen Gruppe werden Figuren aus einer dicken, dunkel bemalten Tierhaut verwendet, deren Wirkung auf dem Schwarz-Weiß-Kontrast des Umrisses und der eingeritzten Perforation beruht. Sie besitzen nur selten beweglichen Teile. Hierzu gehören das Tholpavakuthu von Kerala und das Ravanacharya von Odisha. Die zweite Gruppe beinhaltet Figuren aus dünnem, durchscheinendem Pergament, das mehrfarbig bemalt und zusätzlich mit Lochmustern versehen ist. Die Figuren dieser Gruppe können sehr groß sein und mehrere bewegliche Arme, Beine und Köpfe besitzen wie beim Tholu bommalata von Andhra Pradesh und beim Togalu gombeyaata von Karnataka. Neben den kleinen Figuren (cikka, „klein“) kommen in Andhra Pradesh und Karnataka auch Einzelfiguren und Szenenplatten vom dodda-Typ („groß“) vor, die Lebensgröße erreichen. Eine Mischform aus beiden Formen bildet die dritte Gruppe, in der bewegliche und unbewegliche Figuren sowie große szenische Darstellungen vorkommen. Hierzu gehören das Tolpavaikuthu im Süden Tamil Nadus und Figuren, die im Grenzbereich zwischen Karnataka und Andhra Pradesh verwendet werden. Ausschließlich große szenische Platten zeigt ferner das thailändische Nang yai. Die Figuren des Chamadyache bahulya sind mittelgroß und entsprechen in ihrer Transparenz dem Typus von Karnataka.
Der Ortsteil (wadi) Gudivadi (Gudhi Wadi) im Dorf Pinguli, der das heutige Zentrum des Chamadyache bahulya bildet, liegt 16 Kilometer nördlich der Stadt Sawantwadi im Kudal-Bezirk (taluka) des Sindhudurg-Distrikts, wenige Kilometer südlich der Kleinstadt Kudal. Bis in die 1930er Jahre war die Existenz von Schattentheatern in Indien überhaupt unter europäischen Fachleuten kaum bekannt und wurde von einigen gänzlich negiert. In den jeweiligen Fachdisziplinen beschäftigte man sich mit dem türkischen Karagöz, dem arabischen und chinesischen Schattenspiel sowie dem javanischen wayang kulit. Es existierten jedoch auch in Indien in vielen Regionen Schattenspiele. Anfang des 20. Jahrhunderts soll es in Maharashtra noch an mehreren Orten Schattenspiel-Truppen gegeben haben. Dass im Süden von Maharashtra bis heute Schattenspieler aktiv sind, blieb dem zuständigen Kulturinstitut in Mumbai und der Forschung verborgen, bis diese von Friedrich Seltmann und Valentina Stache-Rosen in den 1970er Jahren erwähnt wurden. 
Die Frage, seit wann es Schattenspiele in Sawantwadi gibt, hängt mit der Einwanderung der Thakar zusammen. In Berichten der britischen Kolonialbehörden im 19. Jahrhundert (Gazetteer of the Bombay Presidency) werden die Thakar teilweise den Dalits oder unteren Berufskasten, die als Hindus angesehen werden, zugeordnet. Sie werden in den vier Distrikten Pune, Nashik, Ahmednagar und Kolaba (heute Raigad) erwähnt, die ein zusammenhängendes Siedlungsgebiet bilden. Thakar lebten demnach auch in einigen Gebieten weiter nördlich und weiter südlich in Maharashtra, einige Gruppen gab es ferner im Punjab, in Kaschmir und vermutlich in Gujarat. Manche Thakar gehörten zum Hofstaat und zur Armee der Rajputenfürsten, die im 17. Jahrhundert von Rajasthan (Rajputana) nach Süden in das Reich der Marathen vordrangen. Dort gründete Khem Savant I. (Bhonsle) 1627 den Fürstenstaat Sawantwadi. Die Bhonsle-Dynastie beherrschte unter ihrem Anführer Shivaji (um 1630–1680) ein mächtiges Reich und regierte Sawantwadi, bis mit der Unabhängigkeit Indiens 1947 die Entmachtung der Fürstentümer begann. Da die Thakar mit den Bhonsle im 17. Jahrhundert aus Rajputana kamen, ist es möglich, dass es auch dort mindestens bis zu dieser Zeit ein Schattenspiel gab. Diese Annahme wird bestärkt, weil Schattenspieler unmittelbar zur religiösen Kultpraxis und zur Ahnenverehrung der Bhonsle-Dynastie gehörten. Gemäß einer sieben Generationen zurückreichenden Abstammungslinie wurden sicher seit Mitte des 18. Jahrhunderts in Sawantwadi Schattenspiele aufgeführt. Friedrich Seltmann hält es für möglich, dass etliche andere Gruppen von Schaustellern und Puppenspielern in Nordindien ursprünglich aus Rajasthan stammen. Er verweist ferner auf zahlreiche Türken, die an der Etablierung des Bahmani-Sultanats und der Verfolgung von Hindus in Zentralindien im 14. und 15. Jahrhundert beteiligt waren, weshalb er eine Beeinflussung des türkischen Karagöz und des Schattenspiels in Rajasthan in beiden Richtungen in Betracht zieht.
Eine länger zurückreichende Tradition von Schattenspielen in Sawantwadi ist überdies wahrscheinlich, weil die eingewanderten Bhonsle über ein Gebiet mit einer fremden Bevölkerung herrschten und daher durch eine Art von Geheimdienst Kenntnisse über die Vorgänge im Land erlangen mussten. Für diese Rolle boten sich die Thakar an, die als Schattenspieler und Puppenspieler herumreisten und überall beliebt waren. Schattenspieler als Botschafter und Spione haben in Indien eine lange Tradition, die in der Literatur mehrfach belegt ist. Seit Patanjalis Werk Mahabhashya (um 250–120 v. Chr.) ist eine Bezeichnung für Darsteller in einem Drama shaubhika, ungeachtet unterschiedlicher Ansichten, ob das Wort mit Schattenspieler oder Puppenspieler zu übersetzen ist. Im altindischen Lehrbuch zum Staatsrecht, Arthashastra, das etwa um diese Zeit entstand, wird gefordert, shaubikas sollten sich auf dienende Weise beim Feind einschleichen. Das von Somadeva, einem Jain-Dichter des 10. Jahrhunderts in Anlehnung an das Arthashastra verfasste Staatsrechtslehrbuch Nitivakyamrita listet eine Reihe von Spionen, darunter auch shaubikas. Über sie wird ausgeführt, sie zeigten nachts verschiedenartige Figuren durch einen Vorhang. In der auf Pali verfassten Chronik Culavamsa, die bis 1815 die Geschichte Sri Lankas abdeckt, heißt es, König Gajabahu  II. (reg. 1137–1153) habe Leute, die singen, tanzen und Schattenfiguren vorführen konnten, als Spione eingesetzt. Zwei Spione fanden Eingang in das Schattenspiel von Kerala, wo sie im Auftrag des Dämonenkönigs Ravana die Armee Ramas ausspähen sollen, einer der Spione agiert als Musiker.
Da für Sawantwadi eine entsprechende Geschichtsquelle fehlt, gewinnt eine Feststellung in der Gazetteer of the Bombay Presidency von 1884 aus dem östlich gelegenen Distrikt Bijapur (Vijayapura) in Karnataka vergleichshalber an Bedeutung. Die dortigen Kilikets oder Katbus, deren Zahl für 1880 mit 374 angegeben wird, waren eine herumziehende ethnische Gruppe, die schon lange in dem Gebiet lebte und Schattenspiele aufführte. Ihr Status gründet, so heißt es in der detaillierten Beschreibung, auf einer in das Jahr 1520 datierten Urkunde (sanad), in der ihnen gewisse Rechte zugestanden werden. Die Kilikets besaßen also im damaligen Sultanat Bijapur eine angesehene soziale Stellung. Dasselbe könnte in dieser Zeit auch für die Thakur zugetroffen haben.

## Kulturelles Umfeld

### Thakar

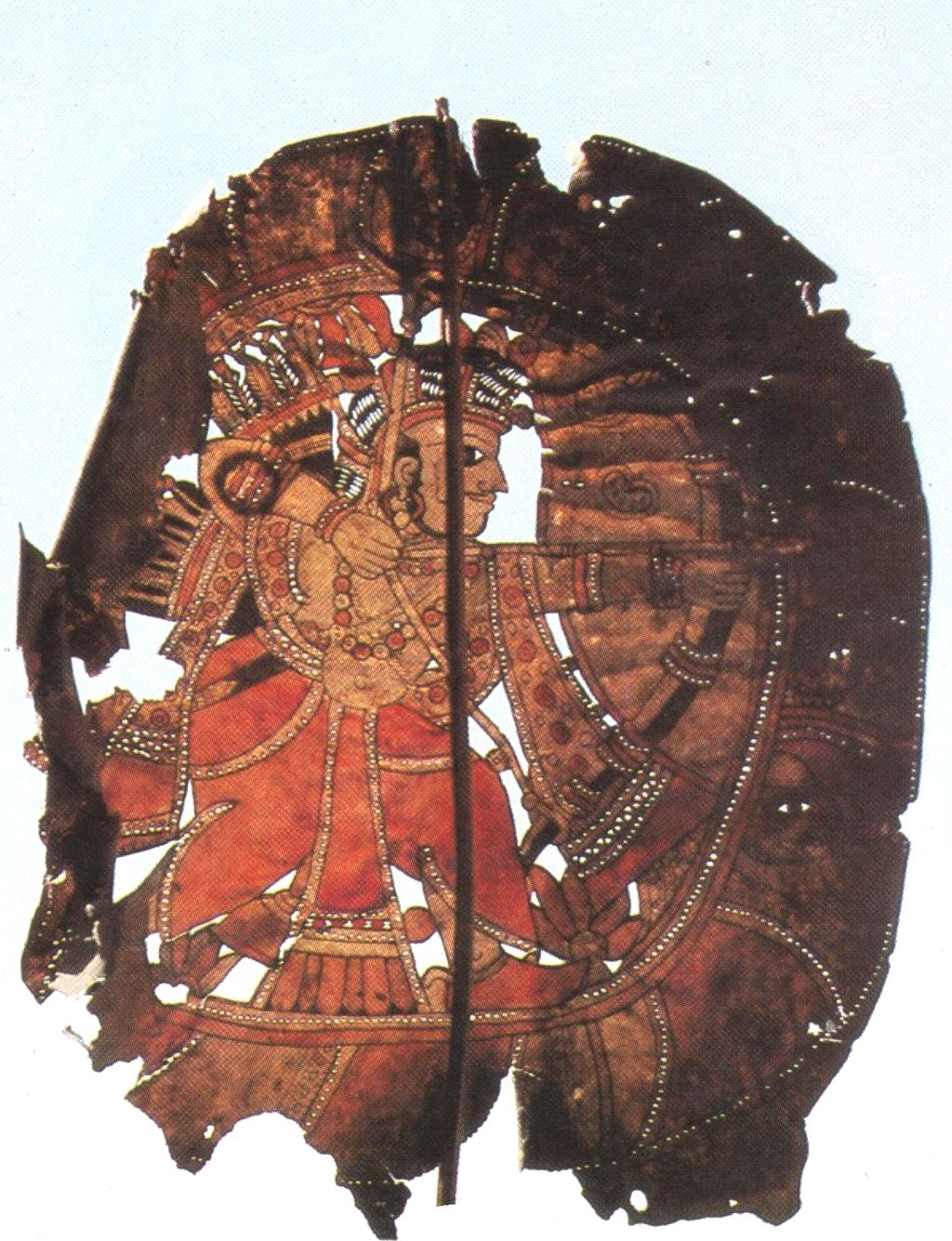
Indrajit, Sohn des Dämonenkönigs Ravana und als unbesiegbar geltender Kämpfer, hält den Bogen gespannt. Ein kleiner Kugelbauch hängt über seinen Gürtel. Später wird er von Lakshmana getötet.

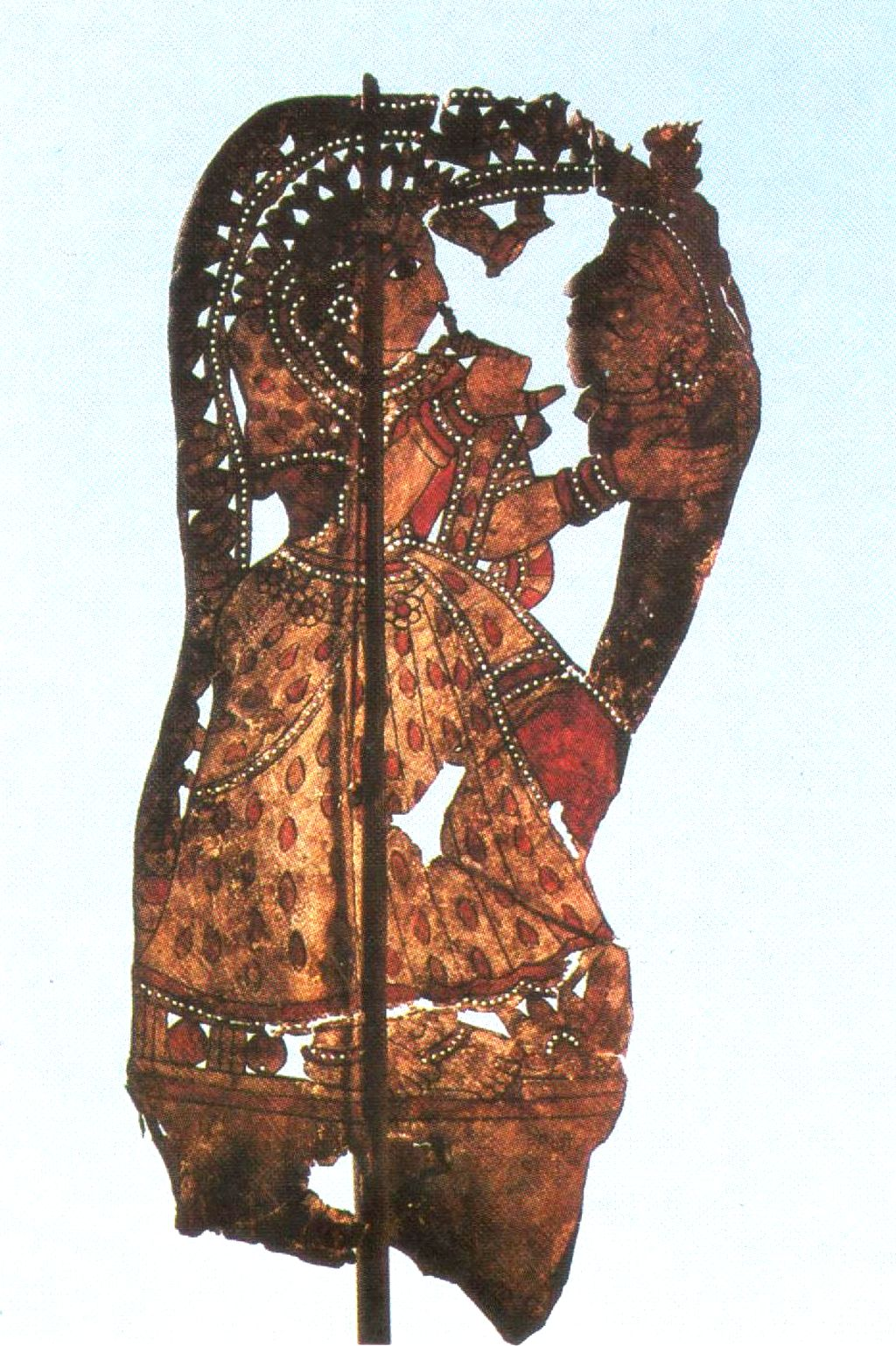
Sulochana, Frau des Indrajit, in einen gemusterten Sari gekleidet, trägt den abgeschlagenen Kopf ihres Gatten auf einer Hand. Sie hat ihn von Rama erhalten.

Zur Ausprägung des Hinduismus bei den Thakar gehört die Verehrung meist lokaler Gottheiten wie Bahiroba (auf Pferd reitend dargestellt), Devi, Dhanai, Janai, (Clangottheiten), Hirva (Clangottheit oder Dämon), Khandoba (regionaler Shiva-Kult), Vithoba (Erscheinungsform von Vishnu) und besonders Vaghya (Tigergott). In Gudavadi steht ein kleiner Schrein für Bhadrakali (Form der großen Göttin Devi); der dortige Ravalnath-Tempel wird von allen zwölf Ortsteilen Pingulis verehrt. Hinzu kommen weitere Schutzgottheiten der Bhonse-Familie. Der Tiger wird gefürchtet, weil er Menschen tötet und er gilt in der Volksreligion als teuflisch oder zumindest gefährlich. In Kerala werden bei manchen Tempelfesten Besessenheitstänze veranstaltet, bei denen die Akteure nicht von einer Gottheit (in den Ritualen Mudiyettu oder Ayyappan tiyatta), sondern von Tieren wie etwa einem Tiger befallen werden. Ebenso sollen Thakar in einem auf vorhinduistische Bräuche zurückgehenden Tanz von einem Tiger besessen werden können. Nach hinduistischer Vorstellung bildet der ekstatische Tanz Shivas als Nataraja das übergeordnete Vorbild. Früher hieß es in einer ethnographischen Beschreibung über Kolwan im Thane-Distrikt, Thakar würden generell Hexerei praktizieren. Hiermit waren Bhutali genannte Frauen gemeint, die über die gefürchteten Bhutas Macht ausüben konnten. Der Ruf als Magier kommt den Thakar von Sawantwadi bei ihren Theatervorführungen zugute. Allgemein traten die Thakar laut den kolonialzeitlichen Berichten als Schausteller auf: im Distrikt Solapur speziell als Geschichtenerzähler und im Distrikt Ratnagiri führten sie Tanzochsen vor.
Die heutigen Thakar von Sawantwadi sind Flussfischer, Schausteller und üben gewisse religiöse Funktionen aus. Die zusammenfassende Bezeichnung für Schattenspieler, Marionetten- und Bildervorführer ist Baulekar, abgeleitet von Marathi bahuli, „Puppe“.  Als Schattenspieler nennen sie sich Kilketta, als Marionettenspieler Sutrabombe und als Bildervorführer Citrakathi. Ende der 1970er Jahre waren drei Baulekar-Gruppen aktiv.
Schattenspieler und Vorführer von Bilderfolgen sind traditionell miteinander verbunden. In der mittelalterlichen Jain-Schrift Kalpasutra werden in einer Liste umherziehender Gruppen die Mankhas (auch Gauriputrakas) erwähnt, die Bettler waren und in den Händen Bilder herzeigten. Citrakathi, Citari oder Citrakar heißen in der nordöstlich gelegenen Region Amravati Gruppen, die früher zu den Lederarbeitern gehörten und Nichtsesshafte waren. Ein weiterer Name einer dieser Gruppen ist Hardas und so heißt auch eine der Schattenspielfiguren der Thakar von Sawantwadi.
Woher der Name Kilketta kommt, ist nicht geklärt. Er ist mit Kannaresisch Killekyata verwandt, nach der für die so genannte Schattenspielfigur in Karnataka passenden Bedeutung zusammengesetzt aus kille, „boshaft“ und kyata, „Kobold“. Andere Ableitungen von Sanskrit kilika zu Marathi khili/khila in der Bedeutung „Pflock“, „Stab“, „Stange“, auch khila, „Gelenk“, „Verbindung“, ergeben im Zusammenhang von kyata, Sanskrit katha, „Geschichte“, sinngemäß Leute, die etwas mit Gelenkpuppen erzählen. Dies passt für die Figur des Spaßmachers, die mit beweglichen Armen und Beinen ausgestattet ist. Eine umgangssprachliche Interpretation für die Bedeutung „Stab“, „Pflock“, bei Schattenspielfiguren liefern die Figuren des Spaßmachers, die in Sawantwadi einen so benennbaren, überdimensionalen, beweglichen Phallus besitzen, ein typisches Merkmal, das auch bei anderen Schattenspieltraditionen vorkommt, etwa bis ins 19. Jahrhundert bei der Figur des türkischen Karagöz. Vorführer und Spaßmacherfigur werden somit als Killekyata sprachlich in eins gesetzt, tatsächlich ist es häufig die Figur des Spaßmachers, aus dessen Mund der Erzähler den Fortgang der Handlung erklärt. Eine weitere Herleitung ist von khelakari oder khelakatha möglich, bestehend aus khela „(Puppen-)Spiel“, „Schau“ und katha, ein epischer Gesangsvortrag: Also ist jemand gemeint, der Bilder oder Figuren zeigt und dazu etwas erzählt.
Um 1970 lebten im Dorf Pinguli etwa 4200 Einwohner, von denen 525 Thakar waren. Für 2011 werden 1574 Einwohner angegeben. In drei oder vier umliegenden Dörfern leben weitere Thakar. Zur Zeit des Fürstenstaates war geregelt, dass die Thakar in 48 Dörfern ihre Aufführungen präsentieren durften. Diese Dörfer hatten die einzelnen Thakar-Familien unter sich aufgeteilt. Ihr Tätigkeitsbereich ist auf etwa 25 Kilometer Umkreis um Pinguli zurückgegangen. Bei seinem Forschungsaufenthalt im Jahr 1977 fand Friedrich Seltmann noch 20 aktive Vorführer, die mit allen drei Aufführungsarten beschäftigt waren. Nach ihrem Alter und ihrer Erfahrung eingeteilt werden die Spielleiter als guru (allgemein religiöser Lehrer) oder naik (nayak, ein Titel), die langjährigen Spieler als naca (Tanzdrama, Tänzer) und die Handlanger als sathidara (sathi, „Assistent“, dara: Träger einer Eigenschaft) angesprochen. Der Beruf wird in der Regel vom Vater an einen oder mehrere seiner Söhne weitergegeben. Des Weiteren kann ein Junge aus einer anderen Thakar-Familie in einer der Vorführer-Familien adoptiert werden. Hierfür muss der adoptionswillige Junge der Familie und der Dorfgemeinschaft Geschenke übergeben und die Kosten des Aufnahmerituals tragen. Der Schüler heißt shishya (oder cela). Sein Unterricht beginnt etwa im 10. Lebensjahr und dauert 15 Jahre. Die ungewöhnlich lange Ausbildungszeit hängt mit den nur wenigen Auftritten im Jahr zusammen, sodass kaum praktische Erfahrung gesammelt werden kann, was die Grundlage der Lernmethode darstellt. Eine besondere Einweihungszeremonie in den Stand eines ausgebildeten Schattenspielers gibt es nicht. Frauen können nicht Vorführer werden.

### Schattenspiel und Fürstentum

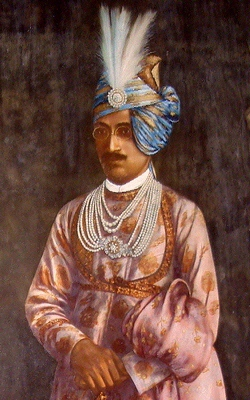
Raja Shrimant Sir Khem Sawant V Bhonsle Bahadur, regierte 1913 bis 1937. Vorletzter Herrscher des Fürstentums Sawantwadi.

Abgesehen von der einstigen Spionagetätigkeit der Thakar im Auftrag der Bhonsle-Dynastie waren deren Schattenspiel-Aufführungen in die politischen Strukturen des Fürstentums Sawantwadi und in die dortige religiöse Kultpraxis eingebunden. In den 1970er Jahren gaben die Thakar rund 15 Schattenspiel-Aufführungen pro Jahr, davon sind zwölf Pflichtveranstaltungen, die zu zeremoniellen Jahresfesten gehören. Damit ist das Chamadyache bahulya mehr als jedes andere Schattenspiel in einen kultischen Zusammenhang eingebunden und steht in dieser Hinsicht allein mit dem Tholpavakuthu in Kerala in Beziehung.
Der Raja von Sawantwadi war das Oberhaupt einer weltlichen und religiösen Führung, sein Nachkomme übt bis heute einen gewissen gesellschaftspolitischen Einfluss aus. Der Staatstempel der ehemaligen Fürstenfamilie steht in Akeri, einem Dorf nordöstlich von Sawantwadi mit 1959 Einwohnern bei der Volkszählung 2011. Der dortige Rameshwar-Tempel ist ein Pancayatana-Tempel (Tempel für fünf Gottheiten), dessen zentraler Schrein Shiva geweiht ist. Die ihn umgebenden Nebentempel gehörten zum religiösen und familiären Aspekt des Herrschers und seines Volkes. Ein Nebentempel ist Ravalnath gewidmet, einem mit Khandoba verwandten, regionalen Schutzgott, der meist im Umfeld von Shiva auftaucht. Die Ahnengeister Gauda-Vas von alten, angesehenen Familien werden in einem weiteren Schrein verehrt. Zusammen mit Barasa-Vas, dem Tempel der zwölf Handwerksgruppen, ist die gesamte soziale Schichtung des ehemaligen Fürstentums symbolisch abgebildet. Im Staatstempel zeigte sich der Herrscher bei offiziellen Anlässen.
Innerhalb des Palastbezirks der Fürstenfamilie befand sich ein Haustempel, dem eine für die hierarchische Gesellschaftsordnung ähnliche Bedeutung wie der Staatstempel zukam. Die hier verehrte Gottheit ist Sri Patekar, sie repräsentiert die Spitze der Verwaltung des Fürstentums und wird in einem kleinen Krug (kalasha) verkörpert. Die Verwaltung bestand aus mehreren übergeordneten Bezirken (mahala); die kleinste Einheit war das Dorf, das von einem Gaunkari verwaltet wurde. Zu jedem Dorf gehörte eine eigene Schutzgottheit (gramadevata). Hinzu kamen mittlere Gliederungsebenen der Verwaltung. Insgesamt ergab sich ein komplexes Beziehungsgeflecht zwischen den gesellschaftlichen Institutionen des Fürstentums und den jeweils zugeordneten Gottheiten. In diesen Zusammenhang gehörten bis um 1930 die zwölf rituellen Schattenspiele eines Jahres, von denen das erste im Haustempel der Fürstenfamilie aufgeführt werden musste. Mit der Durchführung des Rituals in seinem Haustempel zeigte sich der Fürst als irdischer Repräsentant der Gottheit, denn die Anordnung von Bühne, temporärem Götterthron und Sitzreihe für die fürstliche Familie in der Vorhalle des Tempels stellte eine symbolische Einheit von Gottheit, weltlichem Herrscher und Staatsvolk dar. 
Der Haustempel ist ein west-östlich ausgerichtetes langrechteckiges Gebäude, dessen Sakralraum im Westen mit einem Altar für Sri Patekar abschließt. Auf diesem sind sieben Gefäße für die Fürstenfamilie und sechs Gefäße für die Verwaltungseinheiten platziert. Ein Nebenschrein mit kleineren Götterfiguren ist den Hausgottheiten der Fürstenfamilie gewidmet. Eine Trennwand mit Durchgang grenzt den Sakralbereich vom etwas größeren Vorraum ab (Versammlungshalle, sabha mandapa), der während der Schattenspiele und anderer Ritualhandlungen ebenfalls eine sakrale Qualität erhält. Die hinter der Trennwand aufgestellte Schattenspielbühne ist nach Osten ausgerichtet. Ihr gegenüber ist an der Ostseite des Raums ein temporärer Thronsessel so positioniert, dass die dort verehrte Göttin Mahadev über die Sitze der Fürstenfamilie hinweg die Aufführung sehen kann. Neben dem verpflichtenden Schattenspiel konnten früher mit derselben Anordnung im Haustempel an den folgenden Nächten nach Belieben weitere Aufführungen mit Marionetten und Bildern stattfinden. Dass auf diese Weise der Vorraum vorübergehend zum Sakralraum umfunktioniert und nicht gleich die Cella zum Ort der Aufführung wurde, ist ein Zugeständnis an die üblichen brahmanischen Reinheitsvorschriften. Nur ein Brahmane darf vor dem Götteraltar Ritualhandlungen durchführen.

## Aufführungspraxis
Nach dem hinduistischen Kalender findet die erste Schattenspiel-Aufführung (Haratâlikâ) im Haustempel des Fürstenpalastes am dritten Tag in der ersten Hälfte (shukla paksha) des Monats Bhâdrapada (August/September) am Tag vor Ganesh Chaturthi, dem Jahresfest für den Glücksgott Ganesha statt. Für die weiteren Aufführungen ziehen die Schattenspieler zu Dorftempeln, die zum Bereich der Volksreligion gehören. Die zweite Aufführung (Dasarâ Sashthî) folgt im 7. Hindu-Monat Âshvina (September/Oktober) im Tempel des Dorfes Math, welcher Sateri, einer lokalen Form der Göttin Durga in ihrer Eigenschaft als Büffeltöterin (Mahishasura Mardini) gewidmet ist. Die dritte Aufführung findet am Lichterfest Diwali, also am Tag des Neumonds (Sanskrit amavasya) des Monats Kartik (Oktober/November) im Ravalnath-Tempel im Heimatort der Schattenspieler Pinguli statt. Der Neumondtag dient allgemein der Ahnenverehrung. In dieser Zeit werden die Dämonen (Asuras, darunter Ravana) und Geister (Bhutas) durch Rituale mit Opfern beruhigt. Die weiteren Termine erstrecken sich bis zur abschließenden 12. Aufführung am ersten Tag (pratipad) oder zweiten Tag (dvitîya) des ersten Kalendermonats Chaitra (März/April) im Rameshwar-Tempel des Dorfes Bav Bambuli. Allein im Monat Chaitra finden fünf Aufführungen statt. Weil dem Jahresbeginn eine besondere Bedeutung zukommt, werden in diesem Monat auch der Geburtstag Ramas (Ram Navami) und der Geburtstag Hanumans (Hanuman Jayanti) gefeiert. Beide sehr verehrten Gottheiten und ihr Gegenspieler Ravana sind zentrale Figuren im Schattenspiel, was die Häufung der Vorstellungen in diesem Monat verständlich macht. Eine Besonderheit ist der fünfte Festtag am Karttika Ekadashi, also am elften Tag der ersten Hälfte (shukla paksha) des Monats Kartik. In jener Nacht teilt sich die Schattenspieltruppe und gibt gleichzeitig im Satpurusha-Tempel des Dorfes Vadi Varavade und am Grabbau des Fürsten Jayram Savant Bhonsle (reg. 1738–1753) eine Vorführung. Letztere bestärkt den Zusammenhang des Schattenspiels mit Ahnenverehrung und Totenkult.
An diesen Tempeln wird der Gottesdienst (puja) nicht von Brahmanen, sondern von niedrigkastigen Tempelpriestern durchgeführt. Die Schattenspielbühne wird in der Vorhalle im größtmöglichen Abstand zum Götterstandbild und in Richtung zu diesem aufgestellt. Entsprechend der Anordnung des provisorischen Altars im Haustempel des Fürsten sitzen die Zuschauer zwischen Bühne und dem eigentlichen Altar. Vorhalle und Cella sind meist durch ein dazwischengeschaltetes Bindeglied (antarala) miteinander verbunden. Der Fürst finanziert zusammen mit den jeweiligen Dorfgemeinschaften die Aufführungen in allen zwölf Nächten. Findet die Bezahlung in Naturalien statt, so sind dies meist Reis, Lampenöl und Kleidung.
Außer den zwölf verpflichtenden Aufführungen konnten früher Dorfgemeinschaften Schattenspieler einbestellen, wenn es galt, im Dorf ausgebrochene, epidemische Krankheiten durch magische Abwehrmaßnahmen zu bekämpfen. Die Seuche musste nur als Parallele zum Bösewicht Ravana verstanden werden, der in der Aufführung des Ramayana besiegt wird. Verstärkt wurde die Übertragungsleistung im Ritualtheater durch eine zusätzliche Szene, die in der literarischen Vorlage nicht vorkommt: An der Entscheidungsschlacht ist ein Tiger beteiligt, den die Thakar als Dämon fürchten und zugleich als Tigergott Vaghya verehren. Die Seuche wird zunächst auf den Tiger projiziert und durch die anschließende Vertreibung der als Sündenbock fungierenden Bestie mit dieser entfernt. Dies ist eine typische magische Praktik.

### Schattenspielfiguren

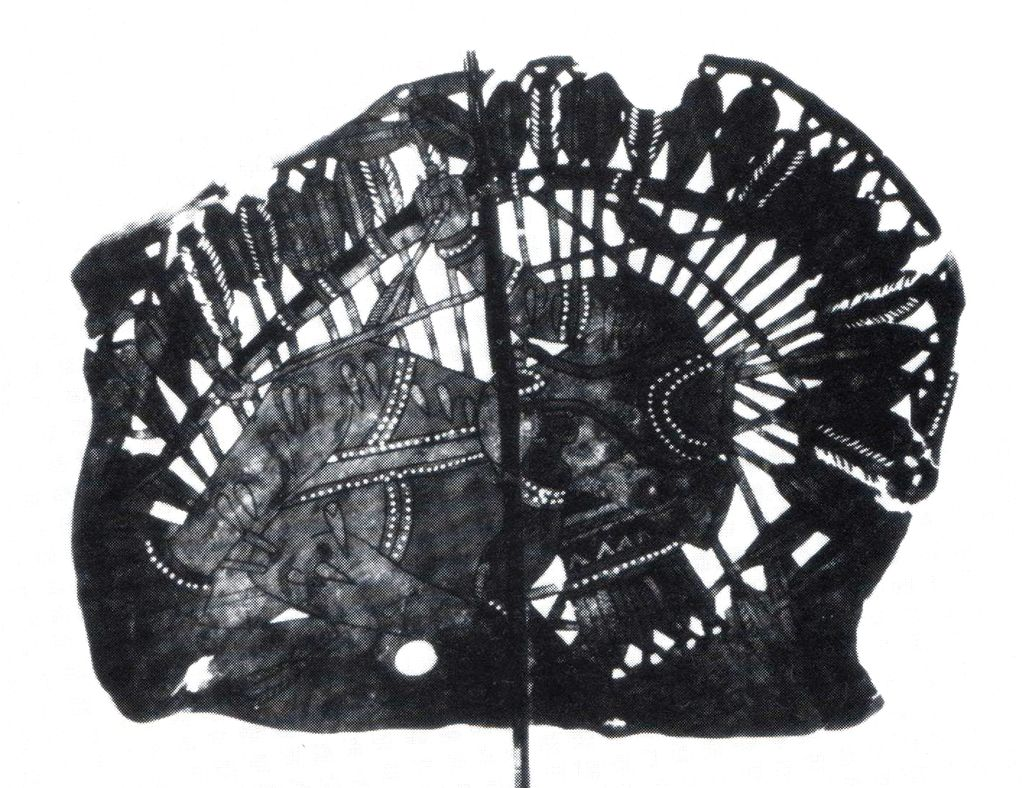
Indrajit liegt mit abgeschlagenem Kopf und von Pfeilen durchbohrt tot am Boden. Mit einer Hand hält er noch Pfeil und Bogen.

Die Schattenspielfiguren bestehen aus einer mehr oder weniger transparenten, eingefärbten Tierhaut. Ihre Wirkung beruht auf den Farben und feinen Perforierungen. Die Figuren ähneln denen des Togalu gombeyaata in Karnataka und haben wenig mit den undurchsichtigen, dicken Häuten des Tholpavakuthu in Kerala gemein. Wegen der geringen Bildschirmgröße erreichen die Figuren eine maximale Höhe von ungefähr 42 Zentimetern und eine maximale Breite von 38 Zentimetern. Friedrich Seltmann fand 1977 einen Gesamtbestand von 98 alten Figuren, von denen die meisten in einem schlechten Erhaltungszustand waren, teilweise fehlten Extremitäten oder die Häute waren durch Wassereinwirkung geschrumpelt. Früher bestand ein Figurensatz aus ungefähr 300 Teilen. Die sehr gute künstlerische Qualität und die Tatsache, dass die Schattenspieler das Wissen um die Herstellung verloren haben, sprechen für ein hohes Alter der Figuren. Die Perforationen sind teilweise ähnlich, aber feiner als bei den vergleichbaren Figuren von Karnataka. Früher wurden Episoden aus dem Ramayana und dem Mahabharata aufgeführt; letzteres entfällt, da hierfür kaum noch Figuren verfügbar sind. Die Häute sind an einem mittigen Haltestab festgebunden, der sich in manchen Fällen an der Spitze V-förmig teilt. Nach den Charakteren lassen sich die beim Ramayana verwendeten Figuren in folgende Gruppen nach abnehmender Anzahl einordnen: Ravana und seine Mitstreiter am Hof in seinem Staat Lanka (25 Stück); szenische Platten, die mehrere Figuren darstellen (17 Stück); Affen und Bären, Mitstreiter von Rama; Spaßmacher, Musiker und Leute aus dem Volk; einzelne Götter und Halbgötter; Tiere und Bäume; und zu Rama gehörende Einzelfiguren. Acht weitere Figuren waren noch aus dem Set des Mahabharata vorhanden. Einige Figuren, die 1977 relativ gut erhalten waren:
- Brahma, vier Köpfe mit bärtigen Gesichtern (Schifferbart) und vier Arme. Einer der oberen Arme hält seitlich auf Kopfhöhe ein Palmblattmanuskript, der andere obere Arm hält vermutlich einen Donnerkeil (vajra). 30 Zentimeter hoch, 25 Zentimeter breit.
- Indra: Zum erhaltenen Fragment des Oberkörpers gehört ein Donnerkeil in der einen noch verbliebenen Hand. Über der Schulter und diagonal vor dem Oberkörper hängt ein Tuch mit einem rot-gelben Schachbrettmuster. Einst stand hinter Indra eine Apsara, von der noch ein Arm mit einem Fächer in der Hand verblieben ist. 34,5 × 26 Zentimeter.
- Indrajit, Sohn von Ravana, ein als unbesiegbar geltender Kämpfer in dessen Heer. Auf einer der größten Figurenplatten steht er in einem magischen Kreis mit gespanntem Bogen und einem Kurzschwert im Gürtel. Das Gesicht wird im Profil mit nach oben gezopften Haaren, der Oberkörper frontal mit einem kleinen Kugelbauch über dem Gürtel gezeigt. Eine andere Figur stellt den von Lakshmana geköpften Indrajit tot am Boden liegend dar, durchbohrt von einem Kranz von Pfeilen um ihn herum. 28 × 37,5 Zentimeter.
- Jambavat, der Bärenkönig, der im Heer der Affen auf Seiten Ramas kämpft, steht mit Schwert und Schild zum Angriff bereit. Drei ähnliche, annähernd quadratische Figuren.
- Lakshmana, der Bruder von Rama, ist auf vier szenischen Platten zu sehen. Eine 35 × 35 Zentimeter große Platte zeigt Lakshmana, der von der Wunderwaffe (brahmastra, ein Wurfpfeil) Indrajits getroffen am Boden liegt. Neben ihm kniet Rama, Hanuman tritt helfend hinzu und rettet Lakshmana. Rama wird mit naturfarbenem Gesicht gezeigt.
- Maruti (Hanuman), ausgesandt um die Heilpflanze Sanjivani (Selaginella bryopteris) für den in Lanka schwer verletzten Lakshmana zu besorgen, trägt den gesamten Berg (Kailash) herbei, auf dem die Pflanzen wachsen. Hanuman kniet auf dem Boden, ein Bein angewinkelt. Er trägt eine Krone, im Gürtel einen Dolch und ist mit einem Lendenschurz mit Schachbrettmuster bekleidet. 42 × 31 Zentimeter.
- Ein Ravana wird zehnköpfig (dashamukha) und mit 20 Armen dargestellt, der mittlere Kopf hat einen Schifferbart. Seitlich steht ein Diener, der einen Fächer nach oben hält. 34 × 34 Zentimeter. Ein weiterer Ravana ähnlicher Größe wird in Kampfpose mit Bogen, Schild, Wurfspieß und einem Messer im Gürtel dargestellt. Ein 32 × 17 Zentimeter großer Ravana hat die Gestalt eines Bettelmönchs in einem kurzärmligen Kleid.
- Sulochana, die Frau des Indrajit und Tochter des Schlangenkönigs Shesha. Als Indrajit von Lakshmana getötet wird, geht Sulochana zum Kampfplatz, um das abgeschlagene Haupt ihres Mannes zu erbitten. Auf dem Weg ist sie auf einem Pferd (mit Namen Hasoli) reitend dargestellt, hinter ihr eine Dienerin, die einen Fächer emporhält. Sulochanas Kopf ist mit einem Tuch umhüllt. 28,5 × 28 Zentimeter.
- Zu den namenlosen Figuren gehören eine Kokospflückerin, die als eine der wenigen Figuren bewegliche Arme besitzt (einer fehlt). Sie ist fast nackt, weil ihr Lendentuch bis auf die Oberschenkel heruntergerutscht ist. Sie tritt bei der Szene im Garten Ashok Vatika in Lanka auf, in welchem Ramas Frau Sita von Ravana gefangengehalten wird. Eine Fischersfrau mit nacktem Oberkörper und einer Hose bekleidet trägt einen Korb auf dem Kopf, aus dem ein Huhn herausragt. Als Lanka brennt, sieht man sie flüchten.
- Spaßmacherfiguren bilden eine eigene Gruppe. Eine männliche Figur ist Katbo (Katbu, Synonym zu Kilketta, „Schattenspieler“) mit dickem Bauch und überdimensioniertem Phallus. Er ist die Identifikationsfigur des Schattenspielers. Dieselbe Figur mit längeren Beinen heißt Dengrishi oder Hardas. Dengrishi ist vermutlich aus dengan („Penis“), auch dhenga („Gesäß“), und Sanskrit rishi (mythischer Hymnensänger, heiliger Mann) zusammengesetzt. Katbo und Denghrisi bilden ein Spaßmacherpaar (pakavati). Das weibliche Gegenstück zu Katbo ist Kalâvant mit vorstehendem Gesäß und Kugelbauch. Kalavant bedeutet in der Regionalsprache eine berufsmäßige Tänzerin, Sängerin und zugleich Prostituierte, insofern eignet sich das Paar Katbo-Kalavant für erotische Dialoge. Weitere Spaßmacher sind die Kokospflückerin, ein Gärtner und ein Mann mit zwei Kindern.

Die Schattenspielfiguren von Sawantwadi bilden nach ihrer Gestaltung eine eigene Gruppe. Gegenüber den umgebenden Schattenspieltypen in Karnataka und Kerala fehlt das bei einer Profildarstellung sichtbare Augenpaar (Zweiäugigkeit, Flundereffekt). Die meisten Figuren mit nackten Oberkörpern tragen durch Perforationen dargestellte Halskettchen. Fürsten sind an ihren Kronen, Stirnreifen oder Hauben (Zischäggen) erkennbar. Einige Affen und Rakshasas (Dämonen) tragen triangelförmige Fußkettchen.

### Bühne
Das temporäre Bühnenhäuschen (makhar, von Sanskrit makhara, eine besondere Art Gestell, Rahmen, Käfig) besteht aus einem rechteckigen Bambusgestell von etwa 1,5 Meter Seitenlänge und über zwei Meter Höhe. Die senkrechten Pfosten werden durch in Bohrungen gesteckte Querstangen miteinander verbunden. Der etwa 80 Zentimeter hohe untere Bereich, die Seiten und die hintere Begrenzung werden zur Aussteifung diagonal mit Schnüren verspannt und durch einen dunklen Stoff (jholamb, zolamb, von jholambanam, „hängen“, „frei schwingen“) lose abgedeckt. Den Bildschirm bildet ein fest verspanntes, weißes Tuch (parada, padada). Parallel zur Unterkante im Abstand einer Handbreite ist innen am Bildschirm eine Schnur gespannt, um welche die Leinwand einen kleinen Knick nach innen macht. Zwischen diese Schnur und dem unteren Ende der Leinwand kann der Vorführer Figuren stecken, wenn er sie eine Zeit lang nicht bewegt. Der Vorführer kriecht durch das Tuch an einer Stelle in den Käfig, der auf allen Seiten geschlossen ist. Die gesamte Konstruktion ähnelt der von den Thakar verwendeten Marionettenbühne und ist in einer halben Stunde aufgebaut. 
Die Lichtquelle ist eine in Kopfhöhe des Vorführers an einer Schnur herabhängende Öllampe (dipa), die aus einer quadratischen Steinschale mit einem dicken Docht aus Baumwollstoff besteht. Der Vorführer befindet sich während der Aufführung in einem als heilig geltenden Raum. Er sitzt auf einem mit Matten ausgelegten Zwischenboden. Die weiteren Akteure nehmen auf Matten neben dem Bühnenhäuschen Platz. Eine Besonderheit ist, dass die Hauptperson, der Regie führende und die meisten Texte vortragende Spielleiter (naik), außerhalb des abgegrenzten Bühnenraums agiert. Er sitzt in einer bestimmten Position zum Bühnenhaus auf einer Matte, wie sein Assistent (naca) und ein Handlanger (sathidara). Normalerweise findet das wesentliche Geschehen im Innern des Bühnenhauses statt. Eine vergleichbare Ausnahme macht nur das Schattenspiel Ravana chaya in Oriya, wo zwei Sprecher vor dem Bildschirm agieren und sich der Vorführer hinter dem Bildschirm stumm verhält.

### Musik
Der Spielleiter erzählt und singt den Fortgang der Handlung und schlägt währenddessen die zweifellige Fasstrommel dholki. Bei manchen Szenen bläst er in ein Schneckenhorn (shankh), dessen dunkler Ton den Auftritt von Göttern untermalt. Als besonderen Klangeffekt bläst er in eine poura genannte Röhre. Diese ist etwa 40 Zentimeter lang und hat einen Durchmesser von drei Zentimetern außen und zwei Zentimetern innen. Etwa 15 Zentimeter vom einen Ende entfernt ist ein ovales Loch eingeschnitten und mit einer Papiermembran zugeklebt. Das zu den Mirlitons zählende Instrument erzeugt beim Hineinblasen einen nasalen schnarrenden Klang. Der Erzähler kann auch einen Text hineinsprechen und mit der so verzerrten Stimme Dämonen imitieren. 
Ein Assistent heißt survala, weil er ein svara (Sanskrit, in der Allgemeinbedeutung „Ton“, „Tonhöhe“, „Stimmung“) genanntes Idiophon zur Produktion eines dunkel klingenden Dauertons verwendet. Das svara besteht aus einem Messingteller mit einem vier Zentimeter hohen Rand und einem flachen Boden von 25 Zentimetern Durchmesser. Der mit gekreuzten Beinen sitzende Musiker legt den Teller mit der Öffnung nach unten auf den Boden oder auf seine Unterschenkel und dreht die mit einer harzigen Masse beklebte Spitze eines 50 Zentimeter langen Stabes über der Fläche. Hierfür bewegt er den eingeölten Stab schnell zwischen den Fingern einer Hand. Der Ton untermalt bis auf wenige Unterbrechungen die gesamte Vorstellung. Die Verwendung der Instrumente unterscheidet sich vom Marionettenspiel. Dort kommen das Kesseltrommelpaar tabla, die Zimbeln tala oder jhanjh und die einsaitige Zupftrommel tuntuna zum Einsatz.
Die gesungenen oder gesprochenen Dialoge werden zwischen dem Spielleiter (naik) und dem Vorführer (naca) ausgetauscht. Die meisten Gesangspartien übernimmt der naik; ein Chor, bestehend aus den übrigen Akteuren betont durch Wiederholung die wesentlichen Aussagen. Beim Auftritt der Hauptgötter und Heroen und gegen Ende einer Szene muss stets gesungen werden. Die Dialoge ziehen sich sehr in die Länge, eine gewisse Abwechslung bieten die von Pfiffen begleiteten Kampfszenen.

### Ablauf der Aufführung

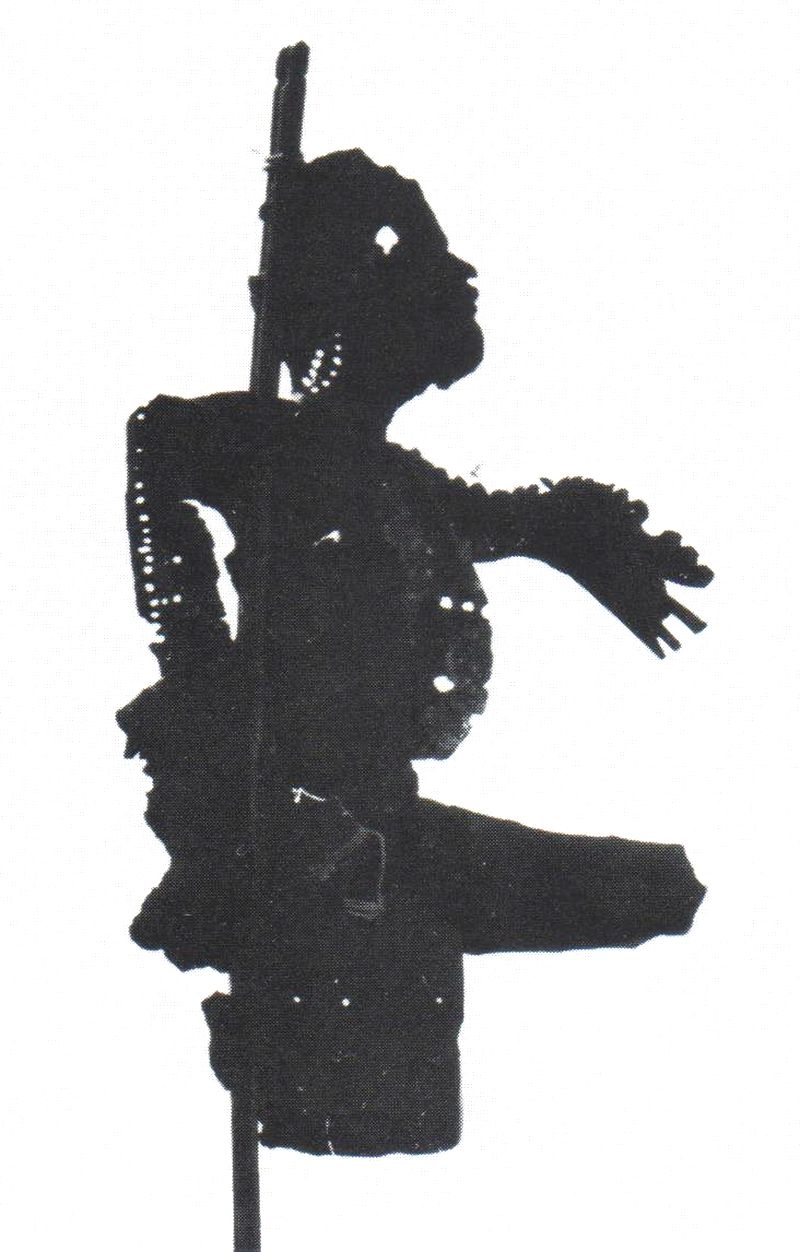
Der Spaßmacher Katbo mit dickem Bauch und vorstehendem Phallus. Beschädigt durch häufigen Einsatz.

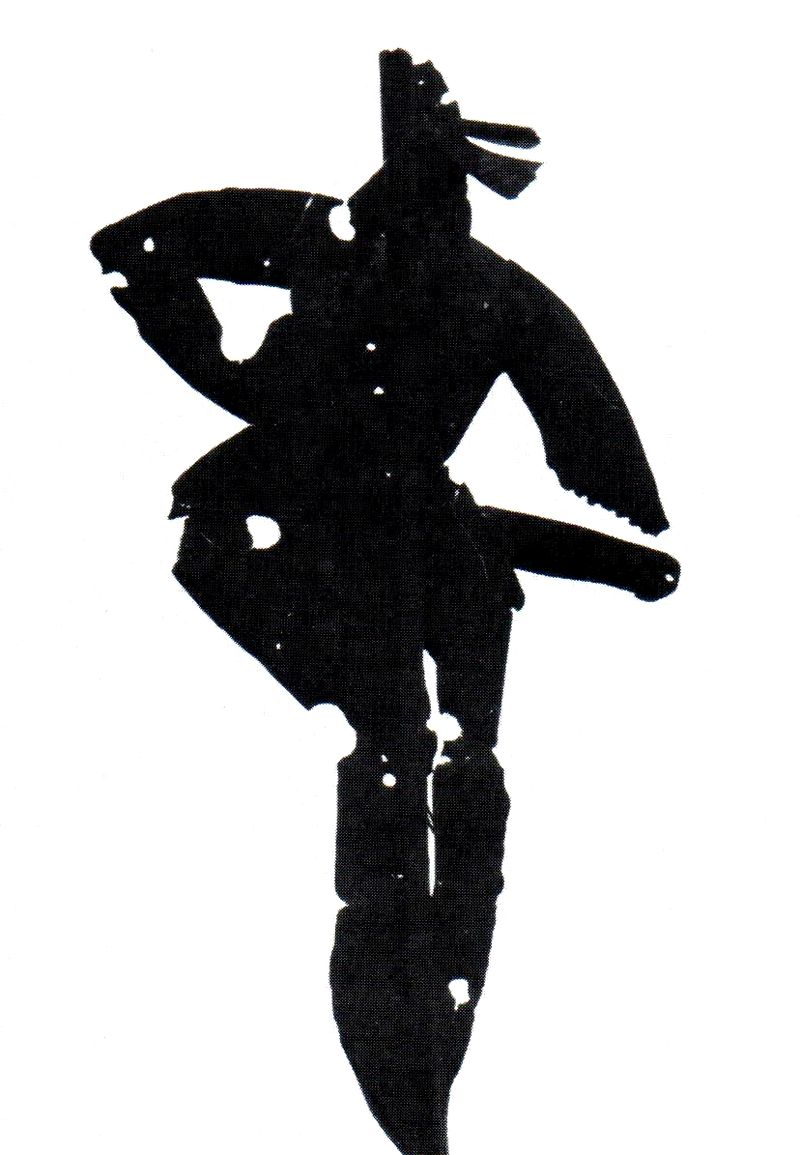
Dengrishi, selber Charakter und Dialogpartner Katbos. Im Unterschied zu Katbo mit langen Beinen.

Wie bei praktisch allen Schattenspieltypen im indischen Kulturraum werden die „guten“ Götter- und Heroenfiguren (Rama und die seinen) auf der vom Vorführer aus gesehen rechten Seite der Leinwand und die „bösen“ Dämonen (Ravana und sein Hofstaat in Lanka) auf der linken Seite in einem Korb vorgehalten. Der Vorführer legt im Bühnenhäuschen die als erstes gebrauchten Figuren zurecht und verlässt es dann wieder. Der Spielleiter gibt den zuvor mit einem Stoff verhüllten Bildschirm frei. Nun sorgt der Auftraggeber der Aufführung für die ordentliche Präsentation der (essbaren) Opfergaben (dakshina), die vor dem Bühnenhäuschen auf ein Tablett gelegt werden. Nachdem die Öllampe entzündet ist, nimmt der Vorführer in seinem Bühnenhäuschen Platz, das er bis zum Ende der Vorstellung nicht mehr verlassen darf. Zum Vorspiel (allgemein purvaranga) gehört zwingend die Anrufung Ganeshas, der durch eine mittig auf dem Bildschirm platzierte Figur repräsentiert wird. Während alle Beteiligten die Ehrerweisung an Ganesha, den Glücksgott und Beschützer von Theateraufführungen, singend und musizierend gestalten, taucht auf dem Bildschirm die Figur einer Ratte (oder ein Ersatz für diese Figur) auf. Die Ratte tritt als Reittier von Ganesha mit diesem in einen Dialog. Beide Figuren verschwinden und werden durch Figuren der Göttin Sarasvati, die für Gelehrsamkeit steht, und danach Indra ersetzt, denen entsprechend gehuldigt wird.
Sind die Huldigungen an die Götter vorüber, erscheint das Spaßmacherpaar Katbo und Denghrisi, deren vermutlich vor Jahrhunderten größere Bedeutung unter hinduistischem Einfluss abgenommen hat. Die beiden sollen mit lustigen, derben und stellenweise anspielungsreichen Dialogen das Publikum aufmuntern und auf die folgenden dramatischen Ereignisse vorbereiten. Ein nach den Spaßmachern auftretender dholki-Spieler erklärt auf Anfrage, dass er im heiligen Pilgerort Pandharpur (bei Solapur) aufgebrochen und auf dem Weg nach Rameshwaram im Süden sei. Damit gibt er die Marschrichtung der Helden des Dramas vor.
Die Inszenierungen geben einige Begebenheiten aus dem Ramayana, etwa aus dem sechsten Buch (Yuddha-Kanda) wieder, in welchem die Entscheidungsschlacht, die siegreiche Heimkehr der Götter und Helden und abschließend die Inthronisierung Ramas und seine Vermählung mit Sita geschildert werden. Eine Aufführung dauert etwa vier Stunden. Im Wesentlichen werden die Geschichten nacherzählt oder gesungen, eine Interaktion der Schattenspielfiguren auf der begrenzten Leinwand findet nur zeitweilig statt. Die sprechenden Figuren werden nach einigen Bewegungsabläufen in einer Ruheposition festgesetzt. Von den großen Figuren passen nur zwei ganz auf den Bildschirm, weitere große Figuren überlappen sich teilweise. 
Die von Zeit zu Zeit eingefügten Sketche der Spaßmacherfiguren haben nichts mit der dramatischen Handlung zu tun. Die Beschimpfungen und sexuellen Anspielungen zwischen Katbo und seiner Frau Kalavant enden regelmäßig in einer Prügelei. Kalavants Rolle als Tänzerin und Prostituierte lässt sie zu einer traditionellen Tempeltänzerin (Devadasi) werden, die früher an einen bestimmten Tempel gebunden und mit einer Gottheit verheiratet war. Das Ritual der Verheiratung mit einer Gottheit wurde in Sawantwadi Anfang des 20. Jahrhunderts abgeschafft. In Westindien hießen die Tempelprostituierten Bhavin (Sanskrit bhavini, leicht verfügbare Frau), Devli (Sanskrit devala, Anhängerin einer Gottheit) oder Naikin (Geliebte, Zuhälterin). Sie sollen Nachfahren von weiblichen Bediensteten am Hof der Sawantwadi-Herrscher gewesen sein. Die Bhavins waren hierarchisch in zwei Gruppen eingeteilt. Die untere Gruppe musste für die Verpflegung und Unterbringung der Pilger sorgen, die gehobene Gruppe übernahm nach einer mehrjährigen Ausbildung rituelle Tempeldienste wie die Pflege der Götterstandbilder, Tanzen und Hymnen Singen zu Ehren der Gottheit. Die Kalavant (kalavantini) bildeten eine Gruppe von Berufstänzerinnen, die sozial zwischen den Devadasis und herkömmlichen Prostituierten eingeordnet wurden und wohl wie die Devadasis Beziehungen zu den Brahmanen im Tempel unterhielten. Aus dieser Einstufung schließt Seltmann, dass der Spaßmacher Katbo einst als Brahmanenpriester aufgefasst worden sein könnte.
Die magische Bedeutung des Schattenspiels wird an den Vorkehrungen deutlich, die getroffen werden müssen, wenn ein Zwischenfall eintritt, der die Öllampe erlöschen lässt. Dies gilt als äußerst schlechtes Omen und zwingt dazu, die Aufführung sofort abzubrechen und den Orakelpriester des Tempels herbeizurufen. Er nimmt rituellen Kontakt mit der zuständigen Gottheit des Tempels auf und diese lässt durch den Orakelpriester mitteilen, ob die Aufführung fortgesetzt werden darf.

## Weitere Theaterformen
Die drei Schaustellergruppen (Baulekar) aus Pinguli führen neben dem Schattenspiel auch Marionettentheater und Erzählungen zu Bildern vor. Die Marionettenspieler haben ausschließlich Szenen aus dem Ramayana im Programm, die Bildervorführer erzählen darüber hinaus in einer großen Bandbreite Geschichten aus dem Mahabharata und den Puranas. Um 1980 besaßen zwei Familien Schattenspielfiguren, vier Familien Marionetten und etwa 20 Familien Bilder. Ferner gehörten fünf Familien Ochsen, die sie bei festlichen Anlässen bunt geschmückt herumzogen. Die Thakar sind nicht in der Lage, den wertvollen alten Bestand an Bildern und Schattenspielfiguren bei Verlust neu herzustellen. Anfang der 1980er Jahre begann daher die Nichtregierungsorganisation Gokul Prakalp Pratishthan, alte (beschädigte) Stücke einzusammeln, um sie in einem Museum auszustellen und den Vorführern stattdessen intakte Kopien zur Verfügung zu stellen. Neue Marionetten wurden im Sawantwadi-Palast angefertigt, die nun anstelle der alten zum Einsatz kommen.

### Marionettenspiel
Die Marionettenspieler führen Kalasutraca khela auf und nennen sich selbst Sutrabombe (aus sutra, „Faden“ und bombe, „Puppe“). Für die Marionettenspieler ist nur eine Aufführungen im Jahr verpflichtend: im Vetala-Tempel von Salgaon, wenige Kilometer nördlich von Sawantwadi, am dritten Tag nach Vollmond im Monat Kartik (Oktober/November). Hinzu kommt eine obligatorische Aufführung alle drei Jahre unter einem Banyan-Baum an einer Straßenkreuzung nahe Pinguli. Ende der 1970er Jahre traten die Thakar durchschnittlich 13 bis 15 Mal mit Marionetten auf.
Die Marionettenbühne ähnelt in ihrer Größe und Konstruktion aus Bambusstangen der Schattenspielbühne. Der vordere Teil der Plattform dient als Bewegungsraum der Figuren, während hinter einem rötlichen Tuch der Puppenspieler im Stehen agiert. Sein Bereich ist seitlich und hinten mit Stoffen abgeschirmt. Der Puppenspieler arbeitet allein mit den Marionetten, nur bei manchen kompliziert auszuführenden Szenen unterstützt ihn ein Helfer. Etwa 30 Marionetten sind für eine Aufführung nötig. Ihre Charaktere lassen sich wie beim Schattenspiel in fünf Gruppen einteilen. Kopfbedeckung sowie die Farbe von Gesicht und Händen sind die hauptsächlichen Unterscheidungskriterien. Einige Figuren sind nicht personifiziert, sondern entsprechend ihrem Typus als dieser oder jener Fürst oder als eine Apsara einsetzbar. Der Torso der Figuren besteht aus Holz (Gmelina arborea), die Arme und Beine sind an Gelenkstellen verbunden. Da meist Ellbogengelenke fehlen, lassen sich die Arme nur steif nach vorn bewegen. Manche Figuren mit langen Kleidern haben keine Beine. Je nach übergezogener Kleidung sind die Figuren etwa 8 bis 15 Zentimeter breit, mit durchschnittlichen Höhen zwischen 15 und 30 Zentimetern sind sie klein. Wesentlich größer sind die Marionetten in Karnataka und im Süden Tamil Nadus. Mit den flachen und nur leicht gerundeten rechteckigen Gesichtern ähneln sie den im Krishnattam-Tanzdrama von Guruvayur in Kerala verwendeten Masken, manche Typen erinnern an Kathputli-Marionetten in Rajasthan. Wie beim Schattenspiel werden die Götter- und Dämonenfiguren in getrennten Körben aufbewahrt.
Bevor der Vorhang vor der Bühne geöffnet wird, sind Opferhandlungen erforderlich, die, falls ein Tempel oder die Dorfgemeinschaft die Vorführung beauftragt hat, vom Dorfoberhaupt (pudhari) durchgeführt wird. Anschließend erscheint auf der Bühne die Figur des Ganesha und beginnt einen magischen Tanz. Die Ratte, das Reittier von Ganesha kommt hinzu, nimmt die als Opfergabe auf die Bühne gerollte Kokosnuss und verschwindet mit dieser seitlich durch den Vorhang. Die Marionette eines Brahmanen führt ein weiteres Opfer durch. Der nicht-brahmanische Vorführer delegiert also symbolisch eine priesterliche Tätigkeit an einen Brahmanen, der eigentlich für die ordentliche Durchführung des Rituals verantwortlich sein sollte und sichert somit für Hindus den Status des Marionettenspiels. Unter den Thakars gibt es keinen Brahmanenpriester. Nach weiteren Huldigungen durch zwei Apsara-Figuren, die als Tempeltänzerinnen auftreten, beginnt die Aufführung mit einem lustigen Sketch, der wie üblich mit der folgenden Ramayana-Handlung nichts zu tun hat.
Zu den komischen Zwischenspielen gehören in einer besonderen Rolle der Fischer und seine Frau. Der Fischer mit einem beweglichen Phallus entspricht dem Spaßmacher beim hiesigen Schattenspiel, ferner der Killekyata-Figur von Karnataka, Kethigadu und Juttu Poligadu in Andhra Pradesh, früher der Hauptfigur Karagöz im türkischen Schattenspiel und ist aus dem javanischen wayang kulit bekannt. Das nicht mehr oder nur noch bei bestimmten Gelegenheiten eingesetzte, nackte Figurenpaar ging im Lauf der Zeit wahrscheinlich aus einem vorhinduistischen Fruchtbarkeitskult in den Bereich der zweideutigen, sexuellen Komik über. Die einstige Bedeutung der beiden Figuren blieb in ihren Namen Vetal und Baukadi erhalten. So heißen in der Region Dämonen; Vetala gehört auch zum Umfeld von Khandoba, einer regionalen Erscheinung von Shiva. Außerdem repräsentiert die Figur des Fischers die berufliche Tätigkeit der Thakar als Flussfischer. Damit ist die Figur als für die Fruchtbarkeit der Fische sorgende Gottheit und als Stammvater der Fischer interpretiert. Im Namen Baukadi, auch Bahukhadi, ist bahu („Puppe“?) und khadi („Speise“, „Nahrung“) oder kadi (Frau aus dem Dschungel) enthalten. Baukadi, die Ernährerin aus dem Wald, und Vetal sind folglich als Stammeltern und Schutzgottheiten der Thakar erklärbar.

### Schaubilder

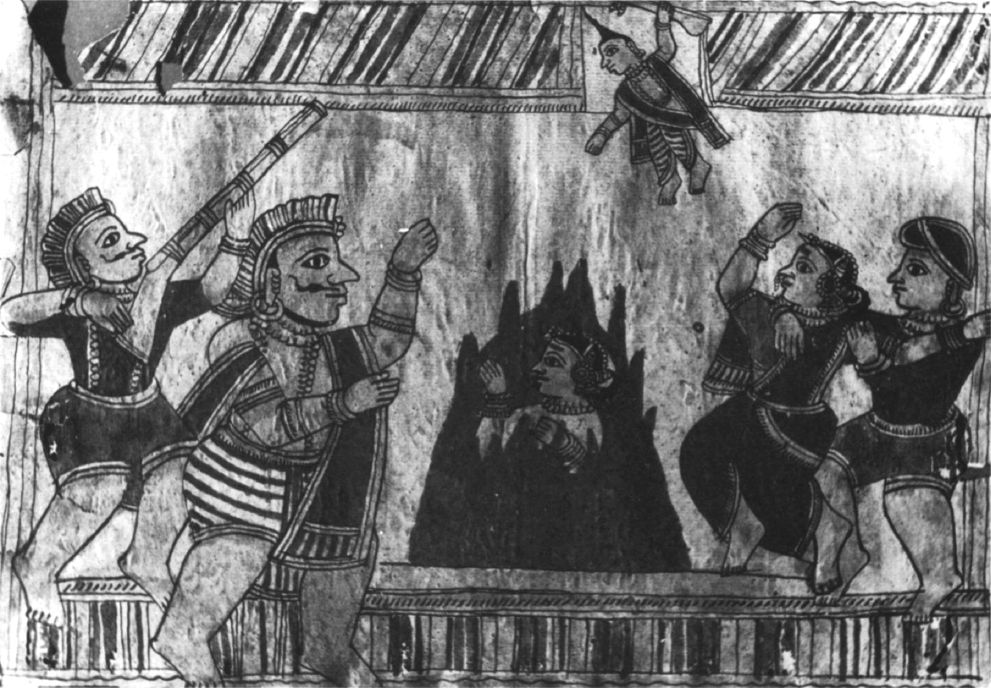
Pothi aus Pinguli. Nachdem Sulochana den abgeschlagenen Kopf ihres Gatten Indrajit erhalten hat, wird Indrajits Leiche auf dem Scheiterhaufen verbrannt und Sulochana folgt ihm als Sati. Links zielt ein Dämon mit einem Gewehr auf den Weisen Narada, den mythischen Erfinder der vina.

Nach der Überlieferung in Jain-Schriften soll ein Zeitgenosse Mahaviras als Bettler herumgezogen sein, Geschichten erzählt und dazu Bilder gezeigt haben. Solche Bildervorführer heißen auf Sanskrit mankha und ihre Kunst existierte demnach bereits im 6. Jahrhundert v. Chr. In der von König Somesvara im 12. Jahrhundert verfassten Enzyklopädie Manasollasa werden die Mankhas Chitra Kathak genannt (aus Sanskrit citra, chitra, unter anderem „Bild“ und katha, kathi, „Geschichte“). Die Bildervorführer von Sawantwadi, Citrakathi treten mit einem Stapel von 20 bis 35 Bildern auf. Die Bilder (regionale Bezeichnung pothi) sind beidseitig auf ein 30 × 40 Zentimeter großes, braunes Papier gemalt. Während der Präsentation sitzt einer der beiden Vorführer am Boden und hält den gesamten Stapel, der gegen ein schräges Holzbrett gelehnt ist, mit seinen Knien in Position. Er spricht die Dialoge im Wechsel mit dem neben ihm sitzenden Akteur. Die Begleitmusiker spielen die kleine Sanduhrtrommel huduk (verwandt mit der hurka), die dreisaitige Langhalslaute tambura (vom Typ der ektara) oder Harmonium und Zimbeln (jhanjh). Insgesamt sind fünf bis sechs Personen an einer Vorführung beteiligt.
Einige Bilder haben Ähnlichkeit mit der Paithan-Malerei aus der gleichnamigen Stadt im Distrikt Aurangabad aus dem 19. Jahrhundert. Die Chitrakatha-Tradition ist besonders in Rajasthan bekannt, wo die Bhopas lange, bemalte Stoffbildrollen genannt Phad zeigen und erklären (phad bachana). Eine vergleichbare Tradition pflegen die Patua in Westbengalen, die mit volkstümlich-mythologischen Motiven bemalte Bildrollen präsentieren. Patua oder Chitrakar nennt sich die Bildrollen vorführende Gemeinschaft. Zur alten und heute praktisch verschwundenen javanischen Tradition gehört das Bildrollendrama wayang beber.

## Literatur

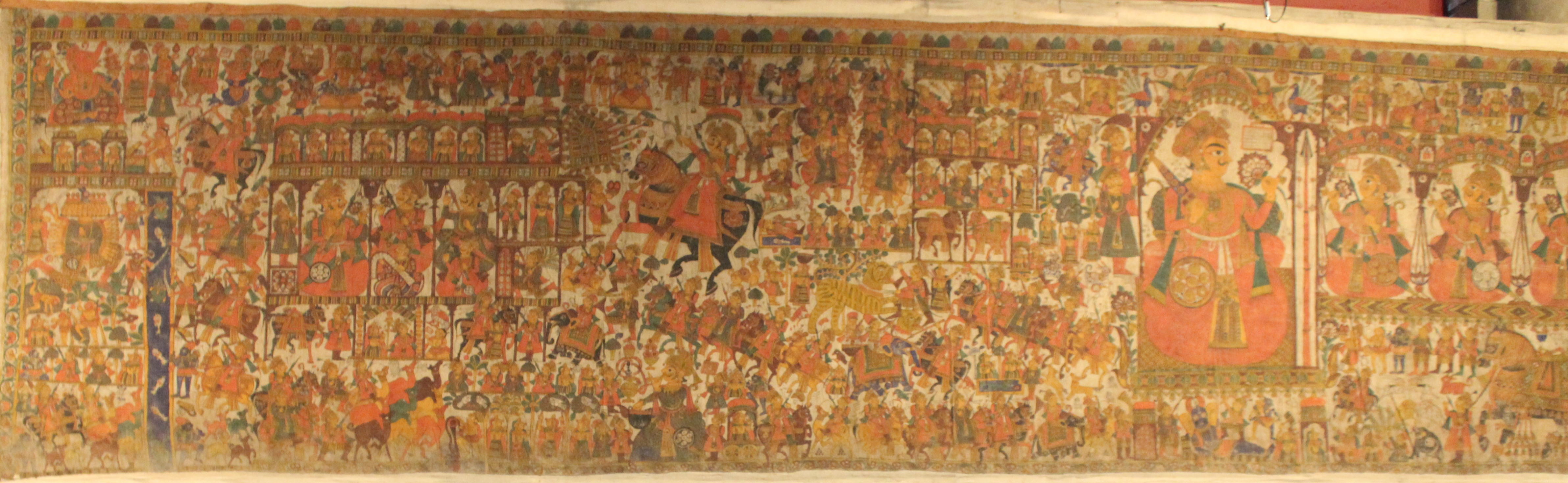
Bildrolle Pabuji ki phad der Bhopas aus Rajasthan, enthält Geschichten über den als heilig verehrten Rajputenprinzen Pabuji des 14. Jahrhunderts. Nationalmuseum Neu-Delhi.